# 哈利希霍格
哈利格霍格是德国石勒苏益格－荷尔斯泰因州的一个市镇。总面积5.78平方公里，总人口84人，其中男性39人，女性45人（2011年12月31日），人口密度15人/平方公里。